# Hemelsleutelstippelmot
De hemelsleutelstippelmot (Yponomeuta sedella) is een vlinder uit de familie van de stippelmotten (Yponomeutidae). De spanwijdte van de vlinder bedraagt ongeveer 16 tot 20 millimeter. De soort komt verspreid over Europa voor.
Er zijn verschillende stippelmotten die moeilijk te onderscheiden zijn van deze mot, zoals de appelstippelmot (Yponomeuta malinellus), vogelkersstippelmot (Yponomeuta evonymella), kardinaalsmutsstippelmot (Yponomeuta cagnagella), meidoornstippelmot (Yponomeuta padella) en de wilgenstippelmot (Yponomeuta rorrella).

## Waardplanten
De waardplanten van de hemelsleutelstippelmot zijn hemelsleutel en andere vetkruidsoorten. De rupsen van de eerste generatie mineren.

## Voorkomen in Nederland en België
De hemelsleutelstippelmot is in Nederland en in België een vrij gewone soort. De soort heeft jaarlijks twee generaties die vliegen van mei tot in september.